# Грушка (Конецький повіт)
Ґрушка (пол. Gruszka) — село в Польщі, у гміні Радошиці Конецького повіту Свентокшиського воєводства.
Населення — 108 осіб (2011).
У 1975-1998 роках село належало до Келецького воєводства.

## Демографія
Демографічна структура на день 31 березня 2011 року:
|          | Загалом | Допрацездатний вік | Працездатний вік | Постпрацездатний вік |
| -------- | ------- | ------------------ | ---------------- | -------------------- |
| Чоловіки | 62      | 16                 | 36               | 10                   |
| Жінки    | 46      | 4                  | 26               | 16                   |
| Разом    | 108     | 20                 | 62               | 26                   |